# Lepanthes niesseniae
Lepanthes niesseniae är en orkidéart som beskrevs av Carlyle August Luer. Lepanthes niesseniae ingår i släktet Lepanthes och familjen orkidéer. Inga underarter finns listade i Catalogue of Life.